# Спасательная служба Вьентьяна
Спасательная служба Вьентьяна (англ. Vientiane Rescue) — это спасательная служба, управляемая волонтёрами, во Вьентьяне, Лаос. Спасательная служба Вьентьяна участвует в спасении в более 5760 дорожно-транспортных происшествиях ежегодно (данные за 2015 год), это крупнейшая служба спасения в стране. В её состав входят более 200 добровольцев, восемь машин скорой помощи, пожарная часть, команда спасателей с аквалангом, а также группы спасателей с гидроприводом и бригады по земляным работам.
Вьентьянская служба спасения вошла в число шести лауреатов премии Рамона Магсайсая 2016 года.

## История
В 2007 году команда добровольцев из Фонда помощи бедным людям Лаосской Народно-Демократической Республики использовала переданную в дар машину скорой помощи для создания Rescue Vientiane Capital для оказания первой помощи по выходным. В 2010 году к Фонду присоединился Себастьян Перре, французский фельдшер и пожарный, проживающий во Вьентьяне, и вместе с лаосцем Фаичи Конепатумом и пятью 15-летними добровольцами основали Вьентьянскую спасательную службу для работы первой в стране бесплатной службы спасения, работающей круглосуточно и без выходных.
В первые годы волонтёры сталкивались с нехваткой финансирования, оборудования и формального обучения и часто не могли ответить на призывы о помощи. В 2012 году группа потеряла единственную машину скорой помощи, и служба спасения была приостановлена на один год, пока собирались средства на покупку нового автомобиля.
С тех пор «Спасательная служба Вьентьяна» выросла до более чем 200 добровольцев, работающих в 4 разных местах Вьентьяна. Они реагируют на 15-30 аварий в день и, по мнению жюри премии Рамона Магсайсая 2016 года, помогли спасти около десяти тысяч жизней в период с 2011 по 2015 год.

## Признание
Вьентьянская служба спасения вошла в число шести лауреатов премии Рамона Магсайсая 2016 года, которая обычно считается азиатским эквивалентом Нобелевской премии. По мнению жюри, премия «отмечает его героическую работу по спасению лаосских жизней в то время и в месте, где они находятся в большой нужде, в самых неблагополучных условиях, вдохновляя своим страстным гуманизмом такую же щедрость духа и у многих других».
В ноябре 2016 года президент Франции Франсуа Олланд на церемонии в Париже вручил Себастьяну Перре и организации «Спасательная служба Вьентьяна» премию «La France s’engage Award».